# 母語
母語（ぼご、英: mother tongue 、英: native language）とは、ある人が幼児期に周囲の人が話すのを聞いて自然に覚え使えるようになった（最初の）言語。
母語と第一言語（だいいちげんご）、母国語は、しばしば同じ言語であるため本記事でも扱う。しかし、母語として複数の言語を自然に習得し、最初に習得した言語が明確としない場合、このうちどれを第一言語とするかは幼少期を母国の外で過ごすなどし、母国語に先んじて他の言語を自然に習得した場合、母語と母国語は異なる。

## 概説
ある人から見て、幼少期から周囲の人々（たとえば一緒に暮らしている親、祖父・祖母、兄弟、また伯父・叔母、隣近所の人々など）が話しているのを聞いて、自然な会話を聞いて覚え、実際に自分に向って話しかけられた言葉の音を模倣したり、周囲の人の反応を真似して自分でもその言葉に反応しているうちに、自然に話せるようになった言語のことである。
母語は母国語（ぼこくご）とは別の概念である。
例を挙げると、ある人（仮にAとする）がカナダ・フランス語を話す両親のもとに、カナダのフランス語圏の街で生まれ、その街でカナダ・フランス語を話す親族・友人・知人に囲まれて青年期まで育つと、Aにとっての母語はカナダ・フランス語である。カナダでは国家語は英語とフランス語なので、Aにとって「母国語は英語およびフランス語」であるが、カナダのフランス語圏の人であったとしても、よほど語学学校などに通い意識的に学習しないと英語を全く話す事が出来ない。母国語が複数ある場合、「母国語のうちただひとつだけ話せて、それが自分の母語であるが、残りの母国語は全く話せない」ということはしばしば起きる。
言語ではなく話者のほうに焦点を当てる場合、ある言語を母語として話す人を「母語話者」あるいは「ネイティブスピーカー」という。上の例では「Aはカナダ・フランス語の母語話者」であると言える。
幼少期から自然に話せる言語が複数ある人もいる。→#母語が複数になる場合
地域と無関係な言語を母語とする例
たとえばシリアでクルド語を話して暮らしていたクルド人家族（たとえば両親と、3歳の子供、B）が、カナダにシリア難民として受け入れてもらい、カナダで暮らし始めたものの、英語の学習に失敗し、家庭でクルド語を話し続けている状態だと、その3人にとっては「母語はクルド語」であり、そのままだと子供Bの母語もクルド語である。Bが学校にも通わず家に籠って青年期までいると、Bにとってクルド語が母語として定着することになる。（前述したようにカナダの国家語は英語とフランス語だが）カナダでは話されていないクルド語だけがBの母語となる。このような場合、住んでいる地域の言語と、母語は切り離された状態になる。
なお両親が（教育レベルが高いなどして、もともとシリア国内で英語を学んでいて）カナダ到着後に最初から英語の学習を熱心にし、将来を見据えて家庭内でも英語だけを話すようにしてBを育て、英語による学校教育を行った場合、クルド人の子Bは「英語が（ほぼ）母語」と言えるような状態に近づいていく。

### 母語が複数になる場合
母語が複数になる場合、その場合の言語の序列
母語が複数になる場合がある。
一番多いパターンは、両親の母語が異なる場合である。たとえば父親が英語を母語とし、母親がスペイン語を母語としており、二人がアメリカで暮らすということが起きる。その二人に子供（Cとする）が生まれて、二人が家庭内で英語とスペイン語、両方をごちゃまぜで使っている状態で少年期（少女期）まで育つと、その子供Cにとって「母語は英語とスペイン語の2つ」となる。いわゆるバイリンガル（多言語話者）である。
2つ母語がある場合でも、通常、どちらも同じ水準で話せるわけではない。通常、どちらかが「より得意」で、もう一方は「やや苦手」になる。一番得意な言語を「第一言語（だいいちげんご）」と言う。
上の事例では、幼い段階の子供にとっては、毎日大量に話しかけている母親の言語の影響が大きいので、「第一言語はスペイン語」となる可能性がある。だがそのままアメリカで育ち、アメリカの学校で英語を話す先生や友人と交流し、英語のテレビ番組を毎日観ている状態で育ちつづけると、やがて「第一言語は英語」という状態に移行してゆく。
多くの場合、親が子供の将来設計を熟慮し、子供が将来もその国で暮らす、と決めて、家庭内でも現地の言葉を話すように努力し、学校教育の教授言語の影響も加わって、それが第一言語になるパターンが多い。

## 日本人にとっての「母語」と「母国語」
母語は「その人が幼少期より自然に使っている言語」であり、一方母国語のほうは「母国の国家語」である。
日本で生まれ育った日本人では、殆どの場合「母語」が「母国語」として一致しており、これは世界的には比較的珍しいことと言える。
日本人と言っても、ブラジルで暮らしている日系ブラジル人にとっては母語はさまざまである。日系ブラジル人1世にとっては母語は日本語である。だが、日系ブラジル人2世の場合は、さまざまである。ブラジルで育った日本人は、「母語が日本語とブラジルポルトガル語の2言語」という状態になる場合が多い。どちらが第一言語かは、家庭環境や、年齢にもよる。幼いころは第一言語が日本語で、青年期を越えるころには第一言語がブラジルポルトガル語になっている可能性が高い。
日本人と言っても、日系ブラジル人3世の母語は、ほぼ間違いなくブラジルポルトガル語になっている。「母語はブラジル・ポルトガル語だけ」になっている可能性も高い。日本語は、あくまで外国語でしかなく、「片言」でしか話せなくなっていることが多い。こうなると日本語はもはや母語ではない。（さらに日系4世になると、たいていは「知っている日本語単語は20～30個程度。文章も、こんにちは、ありがとうございました、など簡単な挨拶くらいしか言えない」という状態になる。漢字も全然読めず、なんとか憶えた日本語単語もひらがなを使わずアルファベットで音を覚えただけ、というような状態になる。）
在日韓国・朝鮮人の多くは日本語を「母語」としているが、日本は「母国」ではないので、日本語は「母国語」ではない。

## 呼称の置き換えの試み
「母語」という表現をジェンダー論的に批判し、「母」を別の言葉、例えば「親」に置き換えて、「親語」などとすべきだとする主張もある。しかしながら、人間は誰もが生物学的に一人の母親から生まれ出でるという事実がありまた、出生から言語の発達に至る期間において母親が主なケア・ギバーであることはヒトの生活史の中で極めて普遍的な事象でもあるため、普及・定着には至っていない。
言語学においては、他の言語の習得によって相対化された母語を捉えて「継承語」という表現を用いることがある。